# Pneumonie aiguë
Pour un article plus général, voir Pneumopathie.
 (Novembre 2017).
 Mise en garde médicale
La pneumonie aiguë ou sévère est une infection importante et grave des voies aériennes inférieures caractérisée par une atteinte inflammatoire, voire purulente, du parenchyme pulmonaire (bronchioles, alvéoles pulmonaires et interstitium pulmonaire). On parle de bronchopneumopathie lorsque l'atteinte inflammatoire s'étend en plus aux bronches.
On distingue classiquement la pneumonie franche lobaire aiguë, définie par un tableau respiratoire fébrile brutal caractéristique, et la pneumonie atypique, définie par un tableau plus fruste.
La pneumonie aiguë peut atteindre des personnes de tout âge, mais le plus grand risque concerne les jeunes enfants, les personnes âgées, et les patients immunodéficients. Pour traiter les pneumonies, on utilise souvent des agents antimicrobiens.

## Épidémiologie

### Monde (pandémie)
Une pneumonie aiguë atypique, parfois dite NCIP (acronyme de Novel COVID-19-infected pneumonia) a été décrite en 2019-2020, causée par le virus SARS-CoV-2, responsable de la maladie émergente et pandémique à coronavirus dite COVID-19.

### En France
Selon les différents établissements de santé, l'incidence des pneumonies serait de 400 à 600 000 nouveaux cas par an. Les pneumonies seraient responsables de 16 000 décès par an. Il semblerait que les pneumonies soient la deuxième cause d'infections nosocomiales, derrière les infections urinaires.
Charlemagne serait mort d'une infection aiguë qui semble avoir été une pneumonie.

### Aux États-Unis
Chaque année, le nombre de nouveaux cas serait d'environ 2 millions et le nombre de décès compris entre 40 000 et 70 000 (sixième maladie en nombre de décès causés). Elle représente l'infection nosocomiale la plus fréquente. L'ex-président américain Ronald Reagan en est mort en 2004.

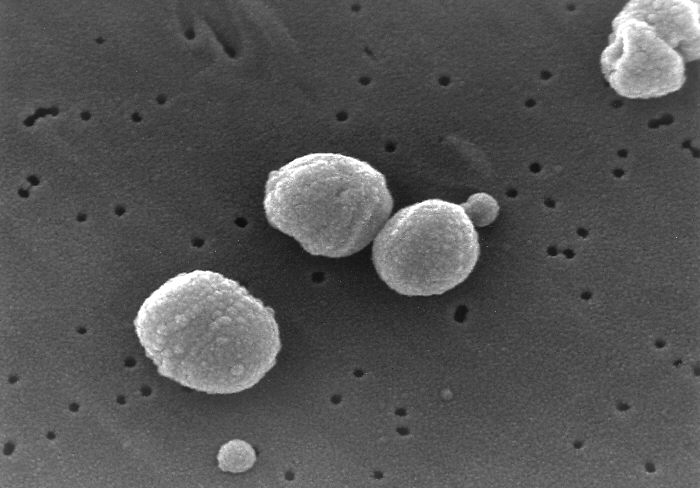
Streptococcus pneumoniae

## Étiologie
Les pneumonies aiguës sont, le plus souvent, des infections bactériennes. On parle de pneumopathie à germe communautaire pour les infections contractées en dehors d'une structure de soin ; il s'agit des plus fréquentes (80 à 90 %). Les germes les plus souvent identifiés sont, par ordre décroissant, Streptococcus pneumoniae, Haemophilus influenzae, Legionella pneumophila et Mycoplasma pneumoniae. Streptococcus pneumoniae est le germe mis le plus fréquemment en cause et associé à des décès précoce. La responsabilité de Mycoplasma pneumoniae est plus fréquemment établie chez l'enfant ou l'adulte jeune. Legionella pneumophila représente moins de 5 % des pneumopathies infectieuses et plus souvent mis en cause en cas de pneumopathies infectieuses sévères. Chez les personnes âgées, Staphylococcus aureus ou les entérobactéries représentent 10 % à 20 % des cas.
Les pneumopathies contractées après 48 heures passées dans une structure de soin sont dites nosocomiales. Les pneumonies acquises sous ventilation mécanique (ou PAVM, souvent infections nosocomiales) sont contractées chez des patients dépendant d'un respirateur, généralement intubés ou trachéotomisés de réanimation.
Certaines pneumopathies sont dites atypiques, car causées par des germes entraînant un tableau clinique non classique. Elles sont causées par Mycoplasma pneumoniae, Legionella pneumophila et Chlamydiae pneumoniae, Chlamydophila psittaci, Coxiella burnetii.
Enfin, on appelle « pneumopathie d'inhalation » les infections faisant suite au passage de liquide gastrique dans les poumons, et entraînant une infection par des bactéries anaérobies.
Les pneumopathies peuvent également être causées par des virus, notamment le virus de la grippe A, mais encore le virus de la rougeole ou de l'herpès.

## Diagnostic
Le diagnostic repose sur :
- le tableau clinique (les signes cliniques) ;
- la radiographie du thorax, de face et de profil ou l’échographie pulmonaire[8]
- le bilan sanguin, à la recherche de signe de sepsis, une Protéine C réactive ou CRP supérieure à 100mg/l est très en faveur du diagnostic à l'inverse une CRP inférieure à 20, l'infirme [9];
- l'examen cytobactériologique des crachats (ECBC) éventuellement utile mais dans 50 % des cas, le germe responsable n'est pas identifié car celui-ci est identifié grâce à la mise en culture des crachats, qui sont souvent contaminés par la flore oropharyngée normale.

### Sémiologie chez l'adulte
Les signes cliniques suivants sont à rechercher en suspicion de pneumonie (conférence de consensus 2006), ils varient en fonction de l'agent bactérien en cause :
- Toux
- Dyspnée
- Douleur latérothoracique
- Expectorations
- Fièvre
- Polypnée
- Impression de gravité
- Matité localisée
- Foyer de crépitants

Chez la personne âgée, la sémiologie peut être plus fruste : confusion, tachypnée, dyspnée, aggravation de pathologie préexistante.
La maladie se caractérise par l'accumulation de pus et de sécrétions dans les alvéoles pulmonaires. Ces derniers ne peuvent plus assurer de manière optimale l'oxygénation du sang, pouvant rendre nécessaire une oxygénothérapie, voire une intubation et une ventilation mécanique. Il est rare qu'une oxygénation extra-corporelle soit nécessaire.

### Signes permettant d'éliminer le diagnostic
Selon la conférence de consensus 2006, la conjonction des 3 critères suivants permet d'éliminer le diagnostic de pneumonie aiguë communautaire (PAC) :
1. Fréquence cardiaque < 100 pulsations par min ;
2. Fréquence respiratoire < 30 cycles par min ;
3. Température centrale < 37,9 °C.

### Diagnostics différentiels
Plusieurs pathologies avec manifestations respiratoires peuvent ressembler à une pneumonie aiguë notamment l'insuffisance cardiaque, l'asthme ou une embolie pulmonaire.

## Examens complémentaires
Une radiographie du thorax de face est à réaliser systématiquement sauf chez les enfants ou les femmes enceintes où l’usage de l'échographie pulmonaire est aussi efficace avec un opérateur entrainé tout en exposant pas le patient aux rayonnements ionisants.
En cas de difficulté diagnostique, un scanner thoracique avec ou sans injection peut être réalisé. En cas de doute diagnostique avec une embolie pulmonaire, l'angioscanner thoracique permet d'éliminer cette dernière.
Autres examens réalisables en cas d'hospitalisation :
- ECBC (examen cytobactériologique des crachats) ;
- hémocultures ;
- antigène urinaire du Streptoccocus pneumoniae : Sensibilité de 77-89 % en cas de bactériémie, 44-64 % sans bactériémie ; les faux positifs sont rares chez l'adulte[réf. souhaitée] ;
- antigène urinaire de la légionellose : 80 % des pneumonies aiguës communautaires à Légionelle sérotype 1 excrètent cet antigène après 1 à 3 jours, et cela peut durer 1 an. La sensibilité du test est de 86 %, spécificité 93 %[réf. souhaitée] ;
- PCR simplex bactéries atypiques ;
- PCR multiplex si suspicion de pneumonie d'origine virale.

## Prise en charge thérapeutique
Un traitement de fond par antibiothérapie est nécessaire. Si le germe a préalablement été identifié, l'antibiothérapie sera adaptée à celui-ci, sinon, il s'agira d'une antibiothérapie probabiliste. En ce qui concerne les symptômes, une oxygénothérapie peut être nécessaire devant une hypoxie ; lorsqu'une hospitalisation est nécessaire, la kinésithérapie respiratoire et la ventilation non invasive faciliteront l'hématose. En cas d'échec de ces mesures, un transfert en réanimation et parfois une intubation seront nécessaires.

### Pneumonie non sévère en ambulatoire
- Origine bactérienne. Aucun examen microbiologique n'est recommandé. Le traitement est probabiliste.

#### Patient sans comorbidité
- Amoxicilline généralement prescrit en 1er lieu
- Spiramicyne
- Cefpodoxime
- Pristinamycine
- Télithromycine

#### Patient avec comorbidité
- Amoxicilline / acide clavulanique po

#### Patient âgé en institution
- Amoxicilline / acide clavulanique po
- Ceftriaxone IM/IV/SC
- FQAP (Levofloxacine po ou Moxifloxacine po)

Ces traitements nécessitent une réévaluation clinique au 2e-3e jour. En absence de défervescence thermique et d'aggravation, un macrolide sera ajouté au traitement, ou la substance sera remplacée par les substances alternatives proposées ci-dessus.

### Pneumonie non sévère à l'hôpital
Pas d'examens microbiologiques réalisés

#### Arguments pour le pneumocoque
- Amoxicilline PO/IV

#### Pas d'arguments pour le pneumocoque

##### Patient sans comorbidité
- Amoxicilline PO/IV
- Pristinamycine PO
- Télithromycine PO

##### Patient âgé et/ou avec comorbidité
- Amoxicilline / acide clavulanique PO/IV
- Céfotaxime IV
- Ceftriaxone IV
- FQAP (Levofloxacine po ou Moxifloxacine po)

## Phagothérapie
La phagothérapie est utilisée pour la pneumonie dans certains pays comme la Russie, la Pologne et la Géorgie. En Russie, on trouve en pharmacie des cocktails bactériophagiques spécifiquement conçu contre les streptocoques, les staphylocoques et d'autres cocktails plus généraux,. En Géorgie est commercialisé un cocktail administré dans un pulvérisateur buccal. En France, la phagothérapie n'est possible que par autorisation temporaire d'utilisation (ATU) délivrée par l'ANSM.

## Recherche
Selon une étude de synthèse, il semble qu'une intervention à forte dose de vitamine D ait un effet sur la réduction du taux d'incidence des épisodes répétés de pneumonie en améliorant l'efficacité immunitaire ; l'analyse des sous-groupes a montré une baisse statistiquement significative du taux d'admission à l'hôpital ou en soin intensif (n = 2 ; RR = 0,26 ; IC à 96 %, 0,07 à 0,99 ; P = 0,05 ; I2 = 0 %), comparant le groupe de la vitamine D au placebo dans la stratification de la durée de suivi inférieur à 3 mois.
Nous ne savons pas si la vitamine D a un effet sur le taux de mortalité lors de la pneumonie aiguë de l'enfant (risque relatif (RR) 0,69, IC à 95 % 0,44 à 1,07 ; 3 essais, 584 enfants ; données probantes d’un niveau de confiance faible).

## Complications
- Choc septique et sepsis grave
- Pleurésie purulente
- Syndrome de détresse respiratoire aiguë

### Autres pneumopathies
- Pneumocystose
- Bronchiolite
- SRAS
- Coronavirus

## Prévention
Chez les patients fragiles (âgés de plus de 65 ans, insuffisants respiratoires chroniques ou immunodéprimés), il est possible de réaliser des actions de prévention des pneumopathies communautaires par la vaccination contre le pneumocoque et l'haemophilus.

### Sources
- EA Halm, AS Teirstein. Management of community-acquired pneumonia. N Engl J Med. 2002;347:2039-45. PMID 12490686.
- Brian Greenwood. « Plan d'action mondial pour combattre la pneumonie chez le jeune enfant », Bulletin de l'Organisation mondiale de la Santé. (OMS) Vol. 86, mai 2008, 321-416.